# Caroline Reynolds
Caroline Reynolds az amerikai Szökés című sorozat egyik kitalált szereplője. Patricia Wettig alakítja.

## Háttér
Terrence Steadman nővére. Egyik embere, Paul Kellerman szerelmes belé.

## Szerepek

### 1. évad
Az USA alelnökét, Caroline-t többször láthatjuk, amikor is a konyhában zöldséget vágva beszél öccsével, a halottnak hitt Terrence Steadmannal. Kiderül, azért kellett Steadmant halottnak elkönyvelni, hogy a vagyona Caroline-ra szálljon, így indulhasson az elnöki választásokon. Többször osztja ki a parancsait embereinek, legfőképpen Paul Kellermannak, aki szerelmes belé. Az évad végén, miután a CÉG közli vele, hogy nem támogatják tovább, megmérgezi az USA elnökét, így ő lép a helyébe.

### 2. évad
Az évadban egyedül akkor bukkan fel, amikor egyik kampányútján Michael megfenyegeti, ha nem ad elnöki amnesztiát neki és Lincolnnak, nyilvánosságra hozzák azt a bizonyos felvételt, melyen Caroline beszélget öccsével, az állítólagos gyilkosság után. A nő megígéri, megteszi, amit kérnek, ám ehelyett lemond az USA elnökének posztjáról.